# Zondvloed

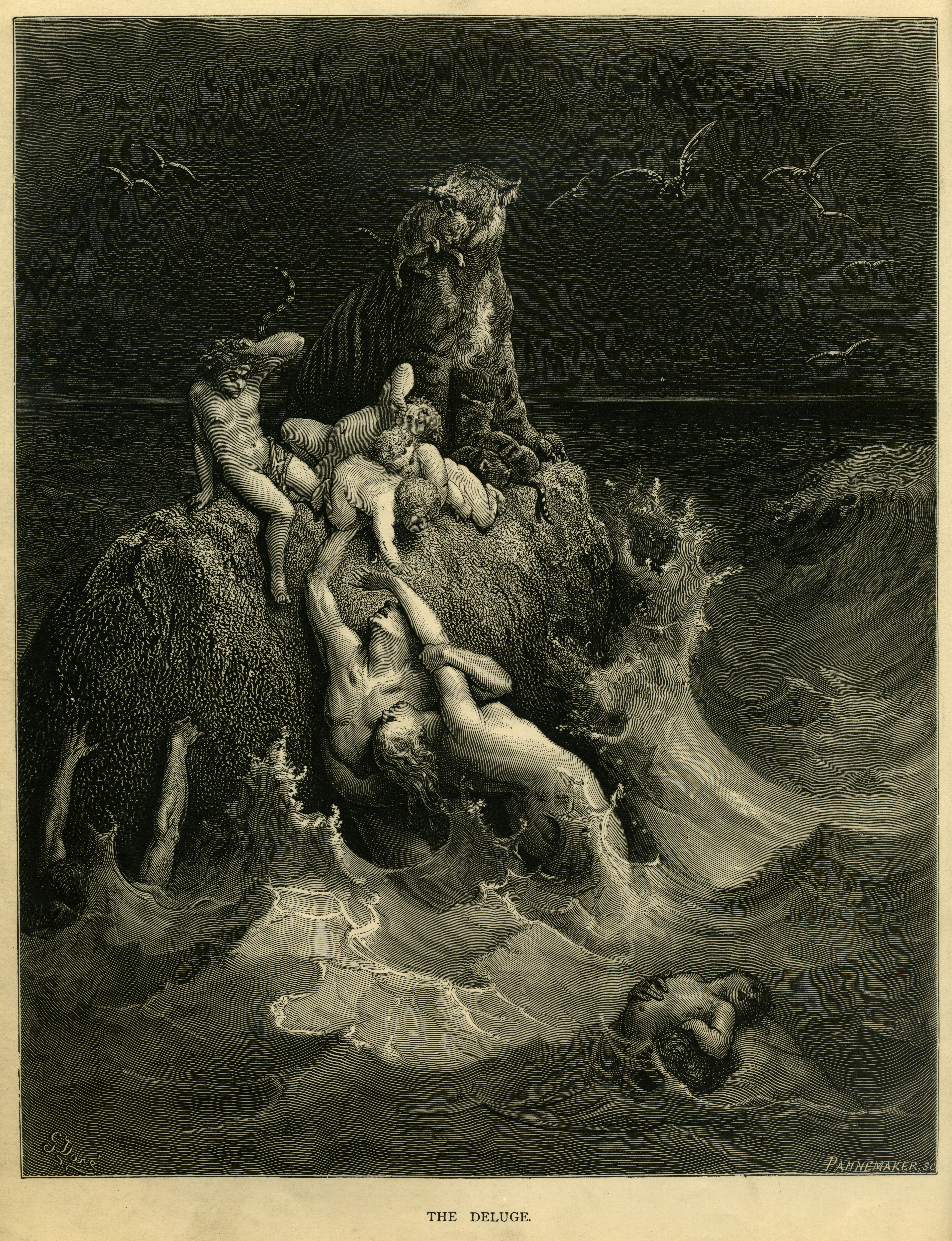
Bijbelse versie van de zondvloed, illustratie van Gustave Doré

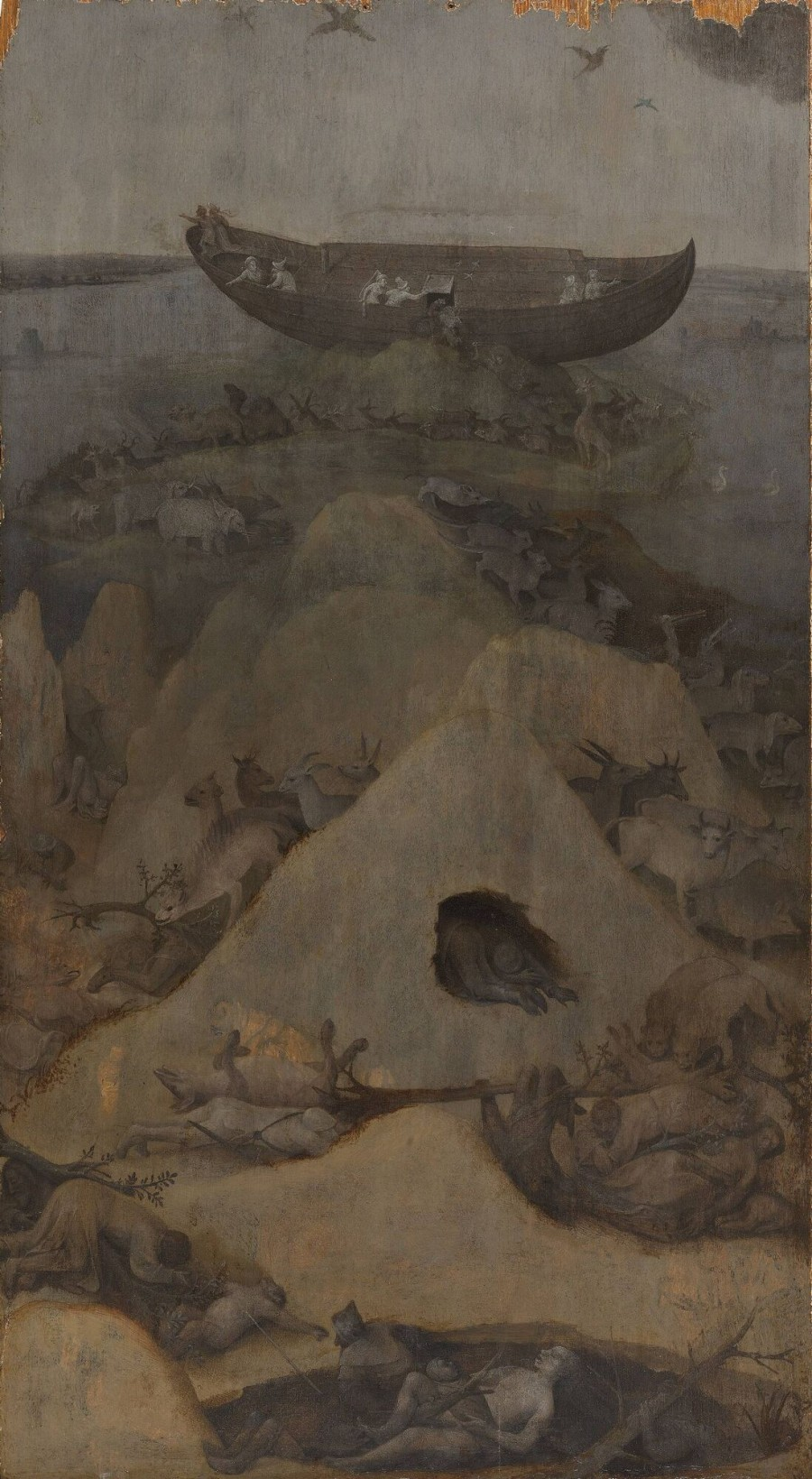
De wereld na de zondvloed, Jheronimus Bosch

De zondvloed (Oud Hoogduits: sinvluot of sintvluot, "altijd vloed" of "overal vloed", later het Middelnederlandse sintvloed, "aanhoudende vloed") is in verschillende culturen en religies een belangrijk mythologisch thema, waarin een grote overstroming, meestal gezonden door een god of goden, een beschaving of de hele wereldbevolking - met uitzondering van een enkeling en zijn gezin - vernietigde, vaak als straf.

## Etymologie
Het woord "zondvloed" is uit het Middelnederlandse sindtvloet, sundtfloet (1562), sindvloed, sundvloed, sondvloed (1599) = "aanhoudende vloed" afgeleid van het Middelhoogduitse sinvluot of sintvluot (later Sündflut), ‘altijd, voortdurend, aanhoudend’. Rond de 15e eeuw n.Chr. werd het volksetymologisch verbonden met het begrip zonde: sunden vlute, hoewel het begrip "zonde" niet voorkomt in het verhaal in Genesis.

## Zondvloed in verschillende culturen en religies

### Hebreeuwse Bijbel
In Genesis 6:5 tot 9:25 wordt een zondvloed beschreven. Er wordt verteld hoe God aan Noach de opdracht gaf een ark te bouwen. Er zou een grote vloed komen die alle leven, mens en dier zou vernietigen omdat "alle mensen op aarde slecht waren" en "iedereen een verderfelijk leven leidde", behalve Noach (Genesis 6:5-8, 11-13). Van alle dieren nam Noach een mannetje en een wijfje aan boord (Genesis 6:19,20). Nadat Noach met zijn vrouw en kinderen aan boord was gegaan, "braken alle bronnen van de machtige oervloed open en werden de sluizen van de hemel opengezet" (Genesis 7:11). Veertig dagen en nachten bleef het stortregenen, totdat het water 15 el boven de hoogste bergen uitsteeg en alle leven buiten dat in de ark was gedood. Hierna was de aarde 150 dagen met water bedekt (Genesis 7:17-23).
Toen dacht God weer aan Noach en aan alle wilde dieren en het vee bij hem in de ark. Op zijn bevel begon er een wind over de aarde te waaien, waardoor het water afnam (Genesis 8:1)
Na weer veertig dagen liet Noach een raaf los, maar deze kwam niet terug. Daarna liet hij een duif los om te zien of er al ergens droog land was. De duif keerde eerst terug. Toen Noach de duif zeven dagen later weer losliet, keerde het dier terug met een jong olijfblad. Weer zeven dagen later, liet Noach de duif opnieuw los en toen kwam het dier niet meer terug. Zo wist Noach dat de wereld weer bewoonbaar was. Uiteindelijk liep de ark van Noach vast op het Araratgebergte (Genesis 8:3-14).
Na afloop van de zondvloed werd de regenboog door God ingesteld als teken dat er geen zondvloed meer zou plaatsvinden. Orthodoxe joden zullen, als ze een regenboog zien, altijd een kort gebed, een broche, als dank uitspreken.
Volgens de Hebreeuwse Bijbel landde de ark op "het Araratgebergte" (Hebreeuws: הָרֵי אֲרָרָט, hare ararat, "de bergen van Ararat" - Genesis 8:4). De consensus onder historici en bijbelwetenschappers is dat "Ararat" de Hebreeuwse naam was van Urartu, de geografische voorloper van Armenië. Het woord duidde in die tijd waarschijnlijk een groter gebied aan en zeker niet specifiek de berg Ararat.

### Datering van de zondvloed en groeiende Bijbelkritiek

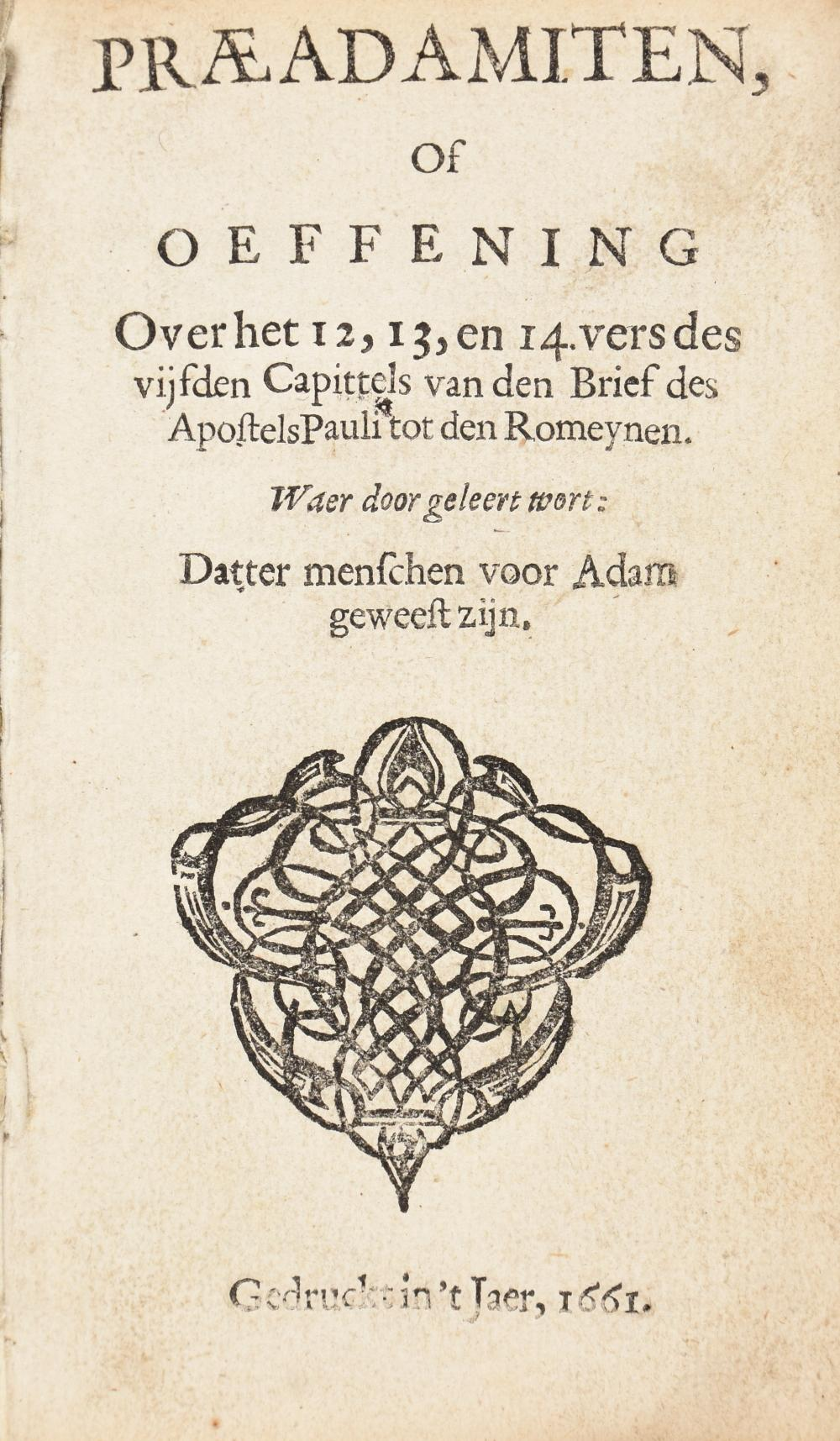
Titelpagina van de eerste uitgave in het Nederlands (1661) van Isaac La Peyrère over het hebben bestaan van preadamieten

Discussies over de datering van de zondvloed leidden in Europa in de tweede helft van de zeventiende eeuw tot een groeiende Bijbelkritiek. Er waren in het midden van de eeuw meerdere berekeningen om de ouderdom van de aarde, het tijdstip van de Schepping en de periode die volgde tot het verschijnen van Christus vast te stellen. De meeste berekeningen waren gebaseerd op de tekst van de Vulgaat, gesanctioneerd door het Concilie van Trente. De meest geaccepteerde berekening was die van James Ussher, die de Schepping had gedateerd op 4004 v.Chr. en de zondvloed op 2348 v.Chr.
Door het in 1658 verschijnen in Europa van Sinicae Historiae, een werk van Martino Martini en verbonden aan de missie van de jezuïeten in China, werd een andere chronologische traditie bekend. Die traditie werd betrouwbaar geacht vanwege de veronderstelde ononderbroken overdracht en het feit dat die onafhankelijk van Europa was ontwikkeld. Die Chinese traditie met zijn achtereenvolgende lijsten van heersers vanaf het begin van het derde millennium v.Chr. riep grote vragen op ten aanzien van de in Europa gehanteerde chronologie. Dat gold dan in het bijzonder voor het idee van een universele zondvloed die immers ook geen Chinees zou kunnen hebben overleefd. De jezuïeten verkregen toestemming om hun berekeningen te baseren op de tekst van de Septuagint. Dat maakte het mogelijk om de zondvloed nu te dateren op 3717 v.Chr., waardoor de Chinese chronologie weer in de traditioneel-christelijke opvattingen paste.
Er resteerde dan nog de vraag waar de oorsprong van Chinezen na de zondvloed lag. Enkele schrijvers beschouwden de Chinezen als nazaten van Sem of Cham. Ook de theorie van een Egyptische oorsprong van de Chinese cultuur had aanhang, onder meer bij Athanasius Kircher. Anderen gebruikten de Chinese chronologie in verdergaande Bijbelkritiek. Isaac La Peyrère vond er ondersteuning in voor zijn opvattingen over het bestaan van preadamieten, mensen lang voor Adam en de Nederlander Isaac Vossius concludeerde dat de zondvloed dan hoogstens een plaatselijk verschijnsel moest zijn geweest.

### Koran
Een zondvloed wordt ook genoemd in verschillende soera's van de Koran, zoals in soera Jonas 71. De strekking van deze ayaat is doorgaans dat het gewaarschuwde volk van Nuh niet luisterde en verklaarde Gods tekenen voor leugen, waarna God hen liet verdrinken. In tegenstelling tot de Bijbelse visie van een algehele overstroming van de hele aarde, wijst tafsir van de Koran uit dat het slechts betrekking heeft op het gewaarschuwde volk van Nuh.
Soera De Gelovigen 23 geeft de geschiedenis van Nuh. Hierin is sprake van de Goddelijke opdracht tot de bouw van een schip en de soera maakt verder duidelijk dat ook de Koran uitgaat van het samenbrengen van tweetallen van alle wezens.
Een andere zondvloedvertelling is te vinden in de 15e-eeuwse Dürr-i Meknûn van Ahmed Bican Yazıcıoğlu. Kenan, een van de zonen van Nuh, weigert mee te gaan met de Ark. Hij probeert daarop de zondvloed op eigen houtje te overleven in een soort duikerklok. Deze ongehoorzaamheid wordt door God zwaar bestraft met een bovennatuurlijke blaasontsteking en Kenan verdrinkt in zijn eigen urine in de duikerklok.

### Sumerisch en Babylonisch

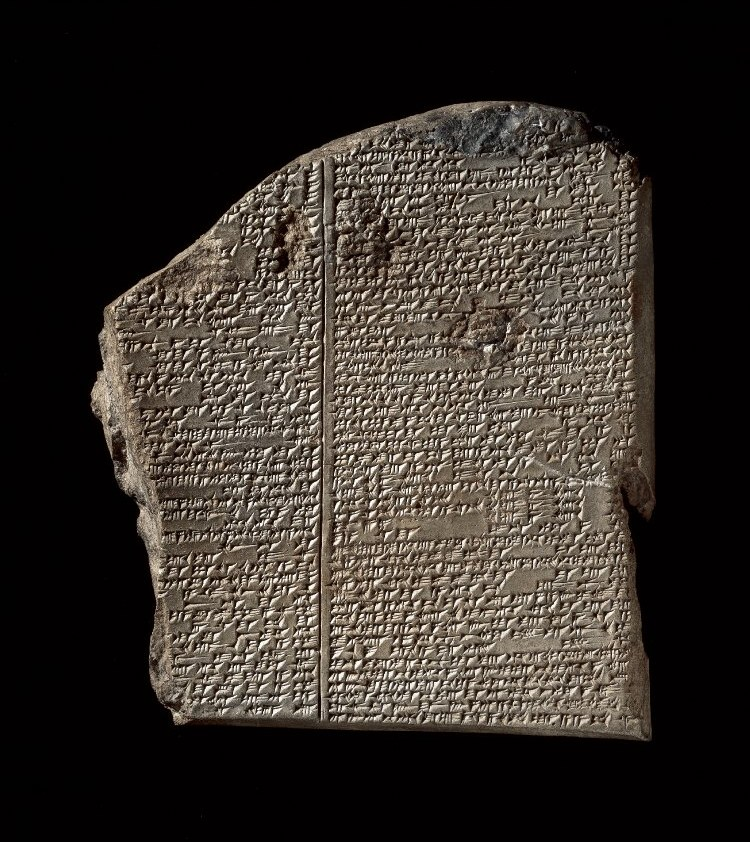
Kleitablet met op tablet 11 van het Gilgamesj-epos een zondvloedverhaal

De Bijbel en de Koran zijn niet de enige bronnen van dit verhaal, het verhaal van de grote overstroming komt in vele culturen voor. Uit veel oudere geschreven bronnen, bijvoorbeeld het Sumerische Gilgamesj-epos (met daarbinnen het zondvloedverhaal van Utnapishtim) en het nog oudere Atrahasis-epos is het ook bekend, met uitgestuurde vogel en al. De Sumerische geschiedkundige bronnen bevatten een lijst met koningen waarvan de eerste dynastieën van voor de zondvloed stammen. 
 Daarin komen Ziusudra (Utnapishtim, Atrahasis) voor en de vijf steden, die vóór de vloed gebouwd werden: Eridu, Badtibira, Larak, Sippar en Shuruppak. In Sippar(a), de heilige stad van de zon, werd door Ziusudra (Xisouthros in de Babylonische versie, in de Babyloniaca van Berossus), op last van Enki de wijsheidsgod, tabletten met tekst begraven. Na de vloed konden die weer worden opgegraven en zo werd de kennis van vóór de vloed, doorgegeven.
Een fragment van tablet 7 van het Gilgamesj-epos is gevonden in Megiddo, bij Haifa in Israël.

### Masai (Oost-Afrika)
De Masai vertellen van Tumbainot, een rechtvaardig man, die een vrouw genaamd Naipande had en drie zonen: Oshomo, Bartimaro, en Barmao. De wereld was dichtbevolkt, maar de mensen waren zondig en dachten niet aan God. Toch vermoordden zij elkaar niet, totdat een man genaamd Nambija een andere man, Suage, doodsloeg. God besloot daarom de mensheid te verwoesten, maar Tumbainot vond genade in Zijn ogen. God gebood Tumbainot een ark te bouwen en die met vrouw en kinderen en dieren van iedere soort te betrekken. Nadat ze aan boord gegaan waren, zorgde God voor een langdurige regenval die voor een overstroming zorgde. Mens en dier stierven uit. De ark dreef een lange tijd en het voedsel erin begon op te raken. Toen de regen stopte zond Tumbainot een duif uit om te kijken of de aarde al droog was. De duif kwam vermoeid terug. Een aantal dagen later liet hij een gier los met een pijl aan een vleugel, zodat de pijl bij het landen zou blijven haken aan gewassen en wat mee zou nemen. De gier keerde terug zonder pijl. Toen de vloed voorbij was landde de ark op de steppe, en de inzittenden stapten uit. Tumbainot zag vier regenbogen, één in elke hoek van de hemel, waardoor hij wist dat Gods toorn voorbij was.

### Indiaas
In India is een zondvloedverhaal bekend uit de Shatapatha-Brahmana, onderdeel van de Veda's, met Manu in de rol van Noach of Utnapishtim. Op grond van dit verhaal is berekend dat de zondvloed daar in 3102 v.Chr. plaats gehad zou hebben, maar die datum wordt ook wel gezien als de tijd van de grote Bharata-oorlog die later plaatsgevonden zou hebben. Dit wordt beschreven in het belangrijkste Indiase epos, de Mahabharata.

### Grieks
In de Griekse mythologie komen er drie zondvloedverhalen voor.
- Het eerste verhaal is dat van Ogyges, de stichter van de stad Thebe.
- Het tweede verhaal gaat over Deukalion en Pyrrha en wordt onder andere beschreven in Ovidius' Metamorfosen.
- Het derde verhaal is dat van Dardanus. Dit verhaal wordt beschreven door pseudo-Apollodorus.

Ook Plato schrijft in zijn dialogen Timaeus en Critias over een reeks zondvloeden, die zouden hebben plaatsgevonden. Bij een van deze zondvloeden, 'de derde voor de verwoesting ten tijde van Deukalion' (Kritias, 112A), zou rond 9600 v.Chr. het eiland Atlantis zijn verwoest.

### Eskimo's (Herschel-Eiland)
Veel Eskimo-stammen vertellen een vergelijkbaar zondvloedverhaal. De Eskimo's van Herschel-Eiland vertellen over Noah die alle dieren uitnodigde om in zijn ark te komen en gered te worden. De mammoeten geloofden echter niet dat er een grote vloed zouden komen en dachten dat hun poten lang genoeg waren om het te overleven. Ze bleven buiten de ark en stierven uit. De andere dieren geloofden Noah en werden gered.

### Altaisch (Centraal-Azië)
In de Altaïsche cultuur spreekt men over Tengys (oftewel Zee) die ooit heer over de aarde was. Nama, een goede man, leefde tijdens zijn bewind met drie zonen, Sozun-uul, Sar-uul, en Balyks. Ülgen gebood Nama een ark (kerep) te bouwen, maar Nama liet het zijn zoons doen omdat hij slecht kon zien. Nama ging de ark in met zijn familie en vele soorten dieren en vogels die ronddreven door het stijgende water. In deze mythe liet Nama zijn oudste zoon het raam openen om rond te kijken, waarop de zoon enkel de pieken van bergen zag. Uiteindelijk stopte de ark tussen acht bergen. Ook in dit verhaal komen vogels voor, want Nama laat een raaf, een kraai en een roek los, maar geen één keerde terug. Op de vierde dag liet hij een duif los, die terugkwam met een takje.

### Chinees
De Chinese vloedmythe kent vier versies:
- De 'werker-god' Koeng Koeng (Gong Gong) roerde de wereldwateren, die tegen de grenzen van de lucht botsten, waardoor er een terugkeer naar chaos dreigde: Een boer nam Donder met zijn drakenlijf gevangen en zijn dochter gaf het monster te drinken, waardoor het uit zijn kooi ontsnapte. Donder gaf haar en haar broertje een van zijn tanden, die ze moesten begraven. Er groeide een kalebas uit. De boer bouwde een schip van ijzer, toen hij zag dat Donder was bevrijd. Zijn kinderen maakten van de kalebas een zeilboot. Het water steeg, de boten bereikten de 'Negende Hemel', het verblijf van de goden. Gong Gong liet in een keer het water zakken, omdat de boer op de hemelpoort had gebonsd. De boer werd verpletterd onder zijn ijzeren boot, maar de kinderen bleven in leven. Ze noemden zich Broer en Zus Fu Xi (kalebas), trouwden en meisje baarde een vleesbal, waaruit een nieuw mensenras werd geboren.[4]
- De godin Moe Koea bedwong de dubbele catastrofe door vloed en vuur.
- De held Gun stal tevergeefs 'heilige kosmische grond' om de vloed te stoppen en werd ter dood gebracht. Uit zijn buik werd zijn zoon Yu geboren, waarna Gun in een beer veranderde.
- De bekendste versie, waarin Yu de vloed beheerste door zijn bovenmenselijke fysieke moed, intelligentie en morele deugd. Hij werd geholpen door de waterdraak en waterschildpad. Door het zware, lange werk raakte zijn lichaam misvormd. Nadat Yu de vloed bedwongen had verdeelde hij de wereld in negen streken. Yu werd de stichter van de mythische Xia-dynastie, de eerste uit het Gouden Tijdperk.

### Amerikaans
Toen de Spanjaarden in Amerika kwamen en zij missionarissen meenamen bleken verschillende indianenstammen een soortgelijk verhaal over een zondvloed te hebben.
De Lakota-indianen geloofden dat de mensheid de vloed had overleefd doordat een vrouw door een adelaar op een hoge berg werd gebracht, en zij vervolgens een tweeling kreeg waar de Lakota's van zouden afstammen.
De Hopi geloven in een cyclus van schepping en vernietiging. De derde keer dat de wereld werd vernietigd was dit door een zondvloed waarbij alleen de rechtvaardigen werden gered in bootjes.
De Azteken geloofden in Vijf Zonnen, perioden met verschillende mensenrassen. De beschaving van de vierde zon ('Vier Water') ging ten onder in een vloed. De reus Xelhua richtte een herdenkingsmonument op voor de Vloed van Tlaloc, de regengod: de eerste versie van de Grote Piramide van Cholula.
De Inca's geloofden dat een reuzengeslacht, dat de scheppergod Viracocha had geschapen, eerst in stenen werd veranderd en de overlevenden daarna door een zondvloed die de aarde overspoelde werden meegesleurd.
De Maya's herinnerden zich in hun heilige boek Popol Vuh dat ze de nieuwe zon op de berg Hacavitz zagen verschijnen, nadat ze uit het oosten waren gekomen en daar samen met vele andere volkeren hun moederland hadden moeten verlaten. Ze hadden in duisternis, honger en kou door zee gewaad naar hun nieuwe bestemming. Vanaf de berg zagen ze hoe de zon het aardoppervlak droogde.
De Cañari van Ecuador zeiden af te stammen van de enige twee broers, die zich op de berg Huacaynan in leven hielden na een grote overstroming, die het hele land overspoelde. De berg werd groter naarmate het waterpeil steeg. Ze kregen maaltijden van ara's met het gezicht van mooie vrouwen. De Canari zouden afstammen van de twaalf kinderen van de jongste broer en de kleinste ara.

## Zondvloed, wetenschap en pseudowetenschap
Tegenwoordig is de gedachte van een zondvloed als een wereldomvattende catastrofe binnen de geologie op de achtergrond geraakt. Maar als lokale ramp wordt ze toch nog wel gebruikt. Een theorie is dat de Bijbelse zondvloed een reeks megatsunami's was die door de Burckle-inslag veroorzaakt werd. Een andere hypothese is dat het onderlopen van de Zwarte Zee na de ijstijd een bron is geweest van zondvloedverhalen.
Andere, meer traditionele theorieën gaan ervan uit dat het verhaal van de zondvloed gebaseerd is op een uitzonderlijk grote overstroming van de Eufraat en de Tigris in Mesopotamië.
Tegenwoordig is er nog steeds een minderheid van orthodoxe christenen die uitgaat van een letterlijke wereldwijde zondvloed als verklaring voor de bodemlagen (zie ook het jongeaardecreationisme). Met hun hypotheses trachten zij het natuurlijke bewijsmateriaal in overeenstemming te brengen met orthodoxe Bijbelinterpretatie. Deze hypotheses worden daarom beschouwd als pseudowetenschap. Een bekende pseudowetenschappelijke theorie waarin de zondvloed een grote rol speelt is de hydroplaattheorie. In de, als pseudowetenschappelijk beschouwde, zondvloedgeologie zijn ook andere hypothesen geformuleerd, zoals de "catastrophic plate tectonics"-theorie van John Baumgardner. Hierbij geldt dat enkele technisch gezien onmogelijk zijn, zoals de vapor canopy en de hydroplaattheorie. Anderen kennen een groot gebrek aan bewijs, zoals de solid canopytheorie en het collapse tectonics model.
Het grootste bezwaar tegen zondvloedgeologie volgt uit datering, met name radiometrische datering van gesteentes.

## Trivia
- De duif uit het verhaal in de Hebreeuwse Bijbel werd geëerd door er het sterrenbeeld Duif (Columba) naar te vernoemen.
- De film Evan Almighty is op de zondvloed en de ark van Noach gebaseerd.

## Galerij

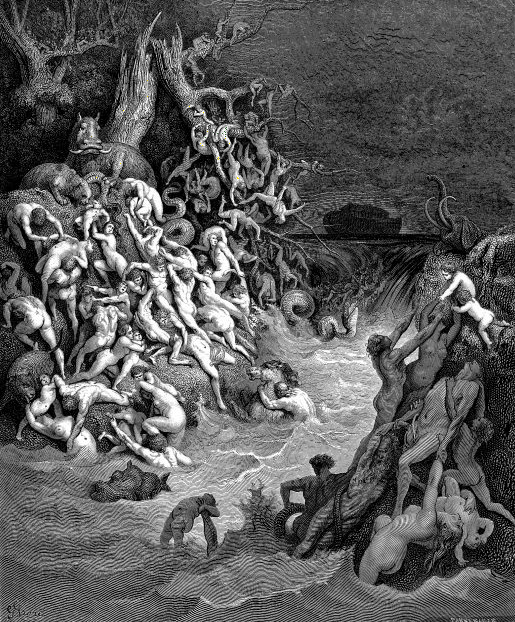
Bijbelse versie van de zondvloed: De wereld wordt verzwolgen door de zondvloed, door Gustave Doré
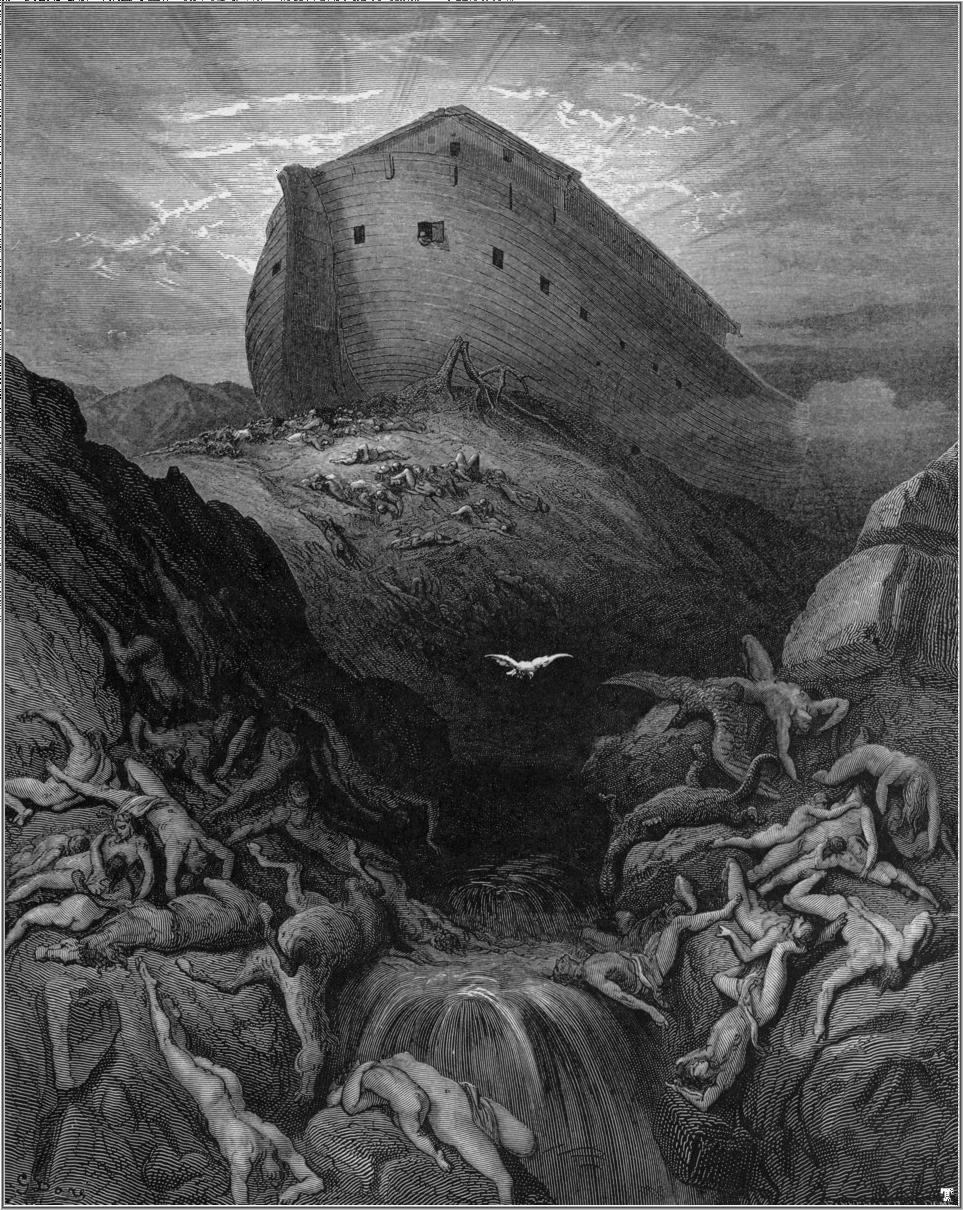
Bijbelse versie van de zondvloed: Noach zendt de duif uit, door Gustave Doré
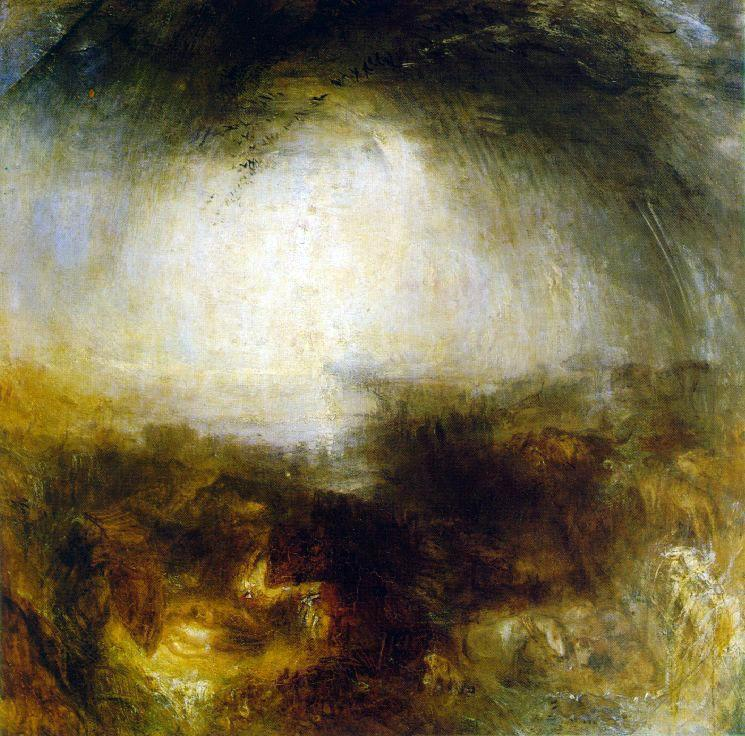
Shade and Darkness - the Evening of the Deluge door William Turner